# John Hollander
John Hollander (* 28. Oktober 1929 in New York City; † 17. August 2013 in Branford/Connecticut) war ein US-amerikanischer Lyriker.

## Biographie
Hollander studierte an der Columbia University und der Indiana University und war von 1954 bis 1957 Junior Fellow der Society of Fellows der Harvard University. Nach zwei Jahren am Connecticut College unterrichtete er ab 1959 an der Yale University, zuletzt als Sterling Professor emeritus. Außerdem war er zwischen 1966 und 1977 Professor am Hunter College der City University of New York.
Bereits sein erster Gedichtband A Crackling of Thorns wurde mit dem Yale Series of Younger Poets Award ausgezeichnet. Insgesamt veröffentlichte er mehr als ein Dutzend Gedichtbände. Daneben verfasste er mehrere literaturtheoretische Werke und veröffentlichte aus Herausgeber Werke so unterschiedlicher Autoren wie Ben Jonson und Dante Gabriel Rossetti.    Große Anerkennung fand seine 1994 erschienene zweibändige Anthologie American Poetry: The Nineteenth Century. Mit Robert Hass, Carolyn Kizer, Nathaniel Mackey und Marjorie Perloff erarbeitete er den Ergänzungsband American Poetry: The Twentieth Century (2000). Er war Mitbegründer der Association of Literary Scholars, Critics, and Writers.
Weiterhin trat Hollander auch als Kinderbuchautor hervor und arbeitete mit Komponisten wie Milton Babbitt, George Perle und Hugo Weisgall zusammen. Er wurde u. a. mit dem Bollingen Prize für Dichtung (1983, gemeinsam mit Anthony Hecht), dem Levinson Prize und der Shaughnessy Medal der Modern Language Association und war Fellow der John Simon Guggenheim Memorial Foundation, der MacArthur Foundation und des National Endowment for the Arts. 1974 wurde er in die American Academy of Arts and Sciences und 1979 in die American Academy of Arts and Letters gewählt.

## Werke

### Lyrik
- A Crackling of Thorns, 1958
- A Beach Vision, 1962
- Movie Going and Other Poems, 1962
- Various Owls, 1963
- Visions from the Ramble, 1965
- The Quest of the Gole, 1966
- Philomel, 1968
- Types of Shape, 1969, erweiterte Ausgabe 1991
- The Night Mirror, 1971
- Town and Country Matters, 1972
- Selected Poems, 1972
- The Head of the Bed, 1974
- Tales Told of the Fathers, 1975
- Reflections on Espionage, 1976
- Spectral Emanations: New and Selected Poems, 1978
- In Place, 1978
- Blue Wine and Other Poems, 1979
- Looking Ahead, 1982
- Powers of Thirteen: Poems, 1983
- A Hollander Garland, 1985
- In Time and Place, 1986
- Harp Lake: Poems, 1988
- Some Fugitives Take Cover, 1988
- Selected Poetry, 1993
- Tesserae and Other Poems, 1993
- Figurehead & Other Poems, Knopf 1999
- Picture Window, 2003
- A Draft of Light, 2008

### Als Herausgeber
- (mit Harold Bloom) The Wind and the Rain: An Anthology of Poems for Young People, 1961
- (mit Harold Bloom) Selected Poems of Ben Jonson, 1961
- (mit Anthony Hecht) Jiggery-Pokery: A Compendium of Double Dactyls, (mit Illustrationen von Milton Glaser), 1966
- Poems of Our Moment, 1968
- American Short Stories since 1945, 1968
- Modern Poetry: Modern Essays in Criticism, 1968
- (mit Frank Kermode) The Oxford Anthology of English Literature, 1973
- (mit Reuben Brower und Helen Vendler) I. A. Richards: Essays in His Honor, 1973
- (mit Irving Howe) Literature as Experience, 1979
- Harold Bloom, The Poetics of Influence, 1988
- Dante Gabriel Rossetti, The Essential Rossetti (Vorwort), 1990
- Edgar Lee Masters, Spoon River Anthology, 1992
- American Poetry: The Nineteenth Century, 1994
  - Volume 1: Philip Freneau to Walt Whitman
  - Volume 2: Herman Melville to Trumbull Tickney; American Indian Poetry; Folk Songs and Spirituals
- Animal Poems, 1994
- The Gazer's Spirit: Poems Speaking to Silent Works of Art, 1995
- Garden Poems, 1996
- Committed to Memory: One Hundred Best Poems to Memorize, 1997
- Encyclopedia of American Poetry. The Nineteenth Century 1998
- Christmas Poems, 1999
- War Poems, 1999
- (mit Robert Hass, Carolyn Kizer, Nathaniel Mackey, and Marjorie Perloff) American Poetry: The Twentieth Century, two volumes, 2000
- Sonnets: From Dante to the Present, 2001
- (mit Joanna Weber) Words for Images, 2001
- American Wits: An Anthology of Light Verse, 2003
- Poetry for Young People: American Poetry, (Illustrationen von Sally Wern Comport), 2004
- Poems Bewitched and Haunted, 2005

### Theoretische Schriften
- The Untuning of the Sky: Ideas of Music in English Poetry, 1500–1700, 1961, reprint 1993
- Images of Voice, 1969.
- An Entertainment for Elizabeth, Being a Masque of the Seven Motions; or, Terpsichore Unchained, 1969
- The Immense Parade on Supererogation Day, 1972
- Vision and Resonance: Two Senses of Poetic Form, 1975, 2. Auflage 1985
- The Figure of Echo: A Mode of Allusion in Milton and After, 1981
- Rhyme's Reason: A Guide to English Verse, 1981
- Melodious Guile: Fictive Pattern in Poetic Language, 1988
- (mit Giuliano Briganti) William Bailey, 1991
- The Work of Poetry, 1997
- The Poetry of Everyday Life, 1998
- Poetry and Music, 2003